# Al Pacino
Alfredo James Pacino (Nova Iorque, 25 de abril de 1940) é um ator, produtor, roteirista e cineasta norte-americano de origem italiana. É conhecido especialmente por interpretar Michael Corleone na trilogia The Godfather e Tony Montana em Scarface.
Ganhou o Oscar de Melhor Ator no 65ª Prêmio da Academia por sua atuação como Frank Slade em Perfume de Mulher. Antes de sua vitória já havia recebido sete indicações ao Oscar, incluindo uma naquele mesmo ano.
Fez sua estreia no cinema em 1969 no filme Me, Natalie em um papel menor de apoio, antes de atuar o papel principal no drama The Panic in Needle Park, de 1971. O grande avanço de sua carreira veio em 1972, com o papel de Michael Corleone em The Godfather, que lhe rendeu uma indicação ao Oscar de Melhor Ator Coadjuvante. Suas outras indicações ao Oscar de Melhor Ator Coadjuvante foram por Dick Tracy e Glengarry Glen Ross. Suas indicações ao Oscar de Melhor Ator Principal incluem The Godfather: Part II, Serpico, Dog Day Afternoon e ...And Justice for All.
Além de sua carreira no cinema, tem desfrutado de uma carreira de sucesso nos palcos, ganhando os Prêmios Tony por Does a Tiger Wear a Necktie? (1969) e The Basic Training of Pavlo Hummel (1977). Fã de longa data de Shakespeare, fez sua estreia na direção com Looking for Richard, um quase-documentário sobre a peça Richard III. Al Pacino recebeu inúmeros prêmios pelo conjunto da obra durante sua vida, incluindo um do American Film Institute. É um ator do método, tendo recebido aulas principalmente de Lee Strasberg e Charles Laughton no Actors Studio, em Nova York.

## Início de vida e educação
Al Pacino nasceu em Nova York (East Harlem), filho dos Ítalo-americanos Salvatore Pacino e Rose que se divorciaram quando tinha dois anos. Sua mãe mudou-se para próximo ao Zoológico do Bronx para morar com seus pais, Kate e James Gerardi, que, por coincidência, tinham vindo de uma cidade na Sicília chamada Corleone. Seu pai que era de San Fratello na Província de Messina, mudou-se para Covina, Califórnia, onde trabalhou como vendedor de seguros e gerente/proprietário de restaurante.
Em seus anos de adolescência "Sonny", como era conhecido pelos amigos, visava se tornar um jogador de Basebol, e também foi apelidado de "O Ator". Al Pacino abandonou muitas aulas, mas não as de inglês. Ele abandonou a escola aos 17 anos. Sua mãe não concordou com a decisão; eles discutiram e ele fugiu de casa. Trabalhou em empregos de baixa remuneração como mensageiro, garçom, zelador e funcionário dos correios, para financiar seus estudos de atuação. Já trabalhou na sala de correspondência da revista Commentary.
Começou a fumar e beber com nove anos de idade, e tornou-se usuário ocasional de maconha aos treze, mas nunca usou drogas pesadas. Seus dois melhores amigos morreram devido o abuso de drogas com 19 e 30 anos. Crescendo no Bronx, se envolvia em brigas ocasionais e foi considerado como um causador de problemas na escola.
Atuou em peças teatrais de garagem de Nova Iorque, mas foi rejeitado pelas Actors Studio, quando adolescente. Al Pacino, em seguida, se juntou ao Herbert Berghof Studio (HB Studio), onde conheceu o professor de atuação Charlie Laughton (não confundir com o ator britânico Charles Laughton), que se tornou seu mentor e melhor amigo. Nesse período, ficou muitas vezes desempregado e sem-teto, e às vezes dormia na rua, nos cinemas, ou na casa de amigos.
Em 1962, sua mãe morreu com 43 anos de idade. No ano seguinte, seu avô James Gerardi, uma das pessoas mais influentes em sua vida, também faleceu.

## Carreira nos palcos

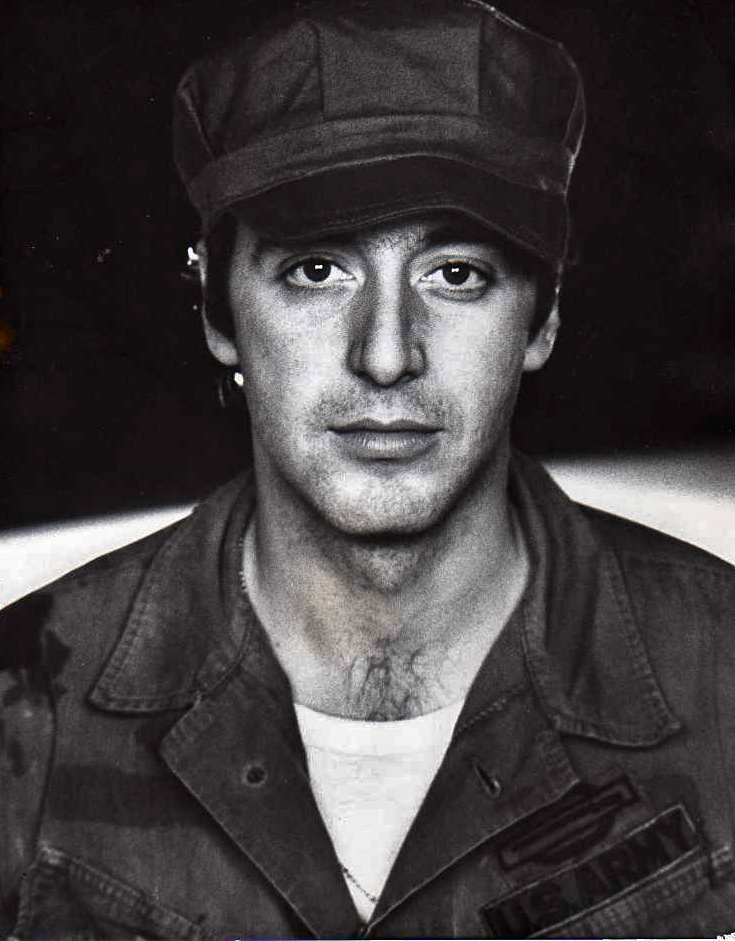
Pacino nas peças The Basic Training of Pavlo Hummel (1971)

Nos fins da década de 1960 estudou sob a supervisão de Lee Strasberg, descobrindo com isso a terapia para uma juventude deprimida e pobre, em que mal tinha dinheiro para apanhar o transporte para as audições. O seu talento falou mais alto, tendo ganho um Obie Award pela sua interpretação em palco de The Indian Wants the Bronx e um Tony Award por Does the Tiger Wear a Necktie?. O seu primeiro trabalho no grande ecrã foi “Me Natalie” em 1969, mas seria em 1971 com o seu trabalho The Panic in Needle Park que o seu talento viria ao de cima, tendo ganho a atenção do realizador Francis Ford Coppola.
Pacino continuou fazendo teatro e começou a sua carreira como realizador, e embora o seu primeiro filme (The Local Stigmatic) continue por editar, os seus outros dois trabalhos (Looking for Richard e Chinese Coffee) foram bastante aclamados.

## Carreira cinematográfica

### Ascensão
A sua ascensão meteórica surgiu após ter desempenhado o papel de Michael Corleone no filme clássico sobre a máfia de Francis Ford Coppola, The Godfather de 1972. Embora muitos actores consagrados pretendessem este papel, Coppola escolheu o então relativamente desconhecido Pacino para o desempenhar. A sua actuação rendeu-lhe uma nomeação para o Óscar de melhor ator (coadjuvante/secundário) e até aos finais da década de 1970 conseguiu ainda mais quatro nomeações, todas elas para melhor actor, incluindo a actuação da continuação de Godfather, The Godfather: Part II em 1974.
Apesar de ter tido mais algumas nomeações, somente em 1993 Pacino conseguiria alcançar o almejado prémio com o filme “Scent of a woman” de Martin Brest, no qual desempenha o papel de um militar reformado, cego e com um feitio irascível; para além de ter ganho o Óscar de melhor ator, foi também cogitado para a indicação de melhor ator (coadjuvante/secundário) com o filme Glengarry Glen Ross. O feito de Al Pacino só iria ser repetido em 2005, quando o ator Jamie Foxx ganhou o prêmio de melhor ator pela atuação no filme Ray, o qual interpretava o cantor americano Ray Charles, e foi indicado a melhor Ator (coadjuvante/secundário) pelo filme "Collateral", no qual interpretava o papel de um motorista de táxi a serviço de um homicida interpretado por Tom Cruise. Aproximou-se, também, do feito de Al Pacino e Jamie Foxx a atriz Julianne Moore, que em 2003 foi indicada às duas categorias, não tendo no entanto, de qualquer da vezes, conseguido ganhar nenhum deles.

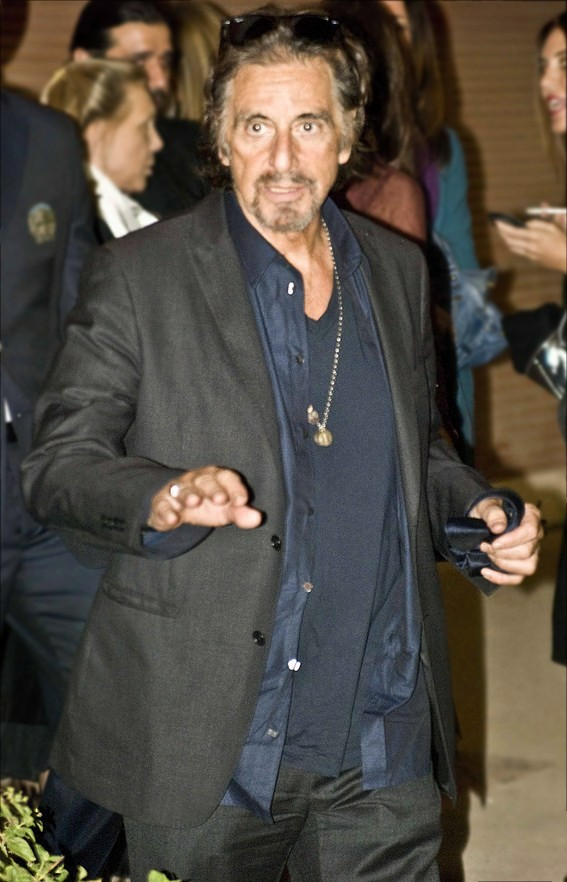
Al Pacino no Festival de Cinema de Roma em 2008

Depois dessas nomeações, Pacino nunca mais foi nomeado para qualquer dos prémios; no entanto, conseguiu vencer dois Globos de Ouro.
Na década de 1980, a carreira de Pacino entrou numa curva descendente, com as suas actuações em Cruising e Author! Author!, a não serem muito apreciadas pela crítica. No entanto, conseguiu mais uma nomeação para os Globos de Ouro com o filme Scarface, onde representa o papel do barão da droga cubano Tony Montana.
No violentíssimo filme de Brian De Palma, ele contracena pela primeira vez com Michelle Pfeiffer. Em 1992 eles voltariam a trabalhar juntos em Frankie & Johnny, dirigidos por Garry Marshall.
O reverso da medalha surge em 1985, com o filme Revolution, a ser considerado por alguns como a sua pior actuação de sempre, o que o levou de volta para o teatro nos quatro anos seguintes. Em 1989 regressou com Sea of Love, seguido de uma série de excelentes interpretações em Carlito’s Way, Heat, Donnie Brasco e The Recruit.

## Vida pessoal

### Filhos
Embora nunca tenha se casado, Pacino é pai de quatro filhos. A mais velha, Julie Marie (nascida em 1989), é sua filha com a preparadora de atores Jan Tarrant. Os filhos gêmeos, Anton James e a filha Olivia Rose (nascida em 25 de janeiro de 2001), com a atriz Beverly D'Angelo, com quem teve um relacionamento de 1996 até 2003.
Também é pai de Roman Pacino (nascido a 15 de junho de 2023 (2 anos)) com a produtora de Cinema e TV, Noor Alfallah (nascida a 02 de dezembro de 1993 (31 anos)-54 anos mais nova que o ator), com quem manteve um relacionamento de 2022 a 2024.

### Outros relacionamentos
Pacino teve um relacionamento com Diane Keaton - sua co-estrela nos três filmes de Godfather - que terminou após a filmagem de The Godfather Part II. Ele também teve relacionamentos com Tuesday Weld, Jill Clayburgh, Marthe Keller, Kathleen Quinlan, e Lyndall Hobbs. Pacino teve um relacionamento de dez anos com a atriz argentina Lucila Polak de 2008 a 2018.

## Filmografia

### Cinema
| Ano  | Titulo                                         | Papel                          | Notas                     | Ref.   |
| ---- | ---------------------------------------------- | ------------------------------ | ------------------------- | ------ |
| 1969 | Me, Natalie                                    | Tony                           |                           | [ 10 ] |
| 1971 | Os Viciados                                    | Bobby                          |                           | [ 11 ] |
| 1972 | O Poderoso Chefão                              | Michael Corleone               |                           | [ 12 ] |
| 1973 | Espantalho                                     | Francis Lionel "Lion" Delbuchi |                           | [ 13 ] |
| 1973 | Serpico                                        | Frank Serpico                  |                           | [ 14 ] |
| 1974 | O Poderoso Chefão: Parte 2                     | Michael Corleone               |                           | [ 15 ] |
| 1975 | Um Dia de Cão                                  | Sonny Wortzik                  |                           | [ 16 ] |
| 1977 | Um Momento, uma Vida                           | Bobby Deerfield                |                           | [ 17 ] |
| 1979 | Justiça Para Todos                             | Arthur Kirkland                |                           | [ 18 ] |
| 1980 | Parceiros da Noite                             | Steve Burns                    |                           | [ 19 ] |
| 1982 | Autor em Família                               | Ivan Travalian                 |                           | [ 20 ] |
| 1983 | Scarface                                       | Tony Montana                   |                           | [ 21 ] |
| 1985 | Revolução                                      | Tom Dobb                       |                           | [ 22 ] |
| 1989 | Vítimas de Uma Paixão                          | Frank Keller                   |                           | [ 23 ] |
| 1990 | The Local Stigmatic                            | Graham                         |                           | [ 24 ] |
| 1990 | Dick Tracy                                     | Alphonse "Big Boy" Caprice     |                           | [ 25 ] |
| 1990 | O Poderoso Chefão: Parte 3                     | Michael Corleone               |                           | [ 15 ] |
| 1991 | Frankie & Johnny                               | Johnny                         |                           | [ 26 ] |
| 1992 | O Sucesso a Qualquer Preço                     | Richard "Ricky" Roma           |                           | [ 27 ] |
| 1992 | Perfume de Mulher                              | Frank Slade                    |                           | [ 28 ] |
| 1993 | O Pagamento Final                              | Carlito "Charlie" Brigante     |                           | [ 29 ] |
| 1995 | Um Dia Para Relembrar                          | Grandpa                        |                           | [ 30 ] |
| 1995 | Fogo contra Fogo                               | Vincent Hanna                  |                           | [ 31 ] |
| 1996 | City Hall - Conspiração em Alto Escalão        | John Pappas                    |                           | [ 32 ] |
| 1997 | Donnie Brasco                                  | Benjamin "Lefty" Ruggiero      |                           | [ 33 ] |
| 1997 | O Advogado do Diabo                            | John Milton / Diabo            |                           | [ 34 ] |
| 1999 | O Informante                                   | Lowell Bergman                 |                           | [ 35 ] |
| 1999 | Um Domingo Qualquer                            | Tony D'Amato                   |                           | [ 36 ] |
| 2000 | Chinese Coffee                                 | Harry Levine                   | Também diretor            | [ 37 ] |
| 2002 | Insônia                                        | Will Dormer                    |                           | [ 38 ] |
| 2002 | Simone                                         | Viktor Taransky                |                           | [ 39 ] |
| 2002 | People I Know                                  | Eli Wurman                     |                           | [ 40 ] |
| 2003 | O Novato                                       | Walter Burke                   |                           | [ 41 ] |
| 2003 | Contato de Risco                               | Starkman                       |                           | [ 42 ] |
| 2004 | O Mercador de Veneza                           | Shylock                        |                           | [ 43 ] |
| 2005 | Tudo por Dinheiro                              | Walter Abrams                  |                           | [ 44 ] |
| 2007 | 88 Minutos                                     | Dr. Jack Gramm                 |                           | [ 45 ] |
| 2007 | Treze Homens e um Novo Segredo                 | Willie Bank                    |                           | [ 46 ] |
| 2008 | As Duas Faces da Lei                           | Det. David "Rooster" Fisk      |                           | [ 47 ] |
| 2011 | Anti-Heróis                                    | Detetive Charles Stanford      |                           | [ 48 ] |
| 2011 | Cada Um Tem a Gêmea Que Merece                 | Ele mesmo                      |                           | [ 49 ] |
| 2012 | Amigos Inseparáveis                            | Val                            |                           | [ 50 ] |
| 2013 | Salomé                                         | Rei Herodes                    | Também diretor e escritor | [ 51 ] |
| 2014 | Manglehorn                                     | A.J. Manglehorn                |                           | [ 52 ] |
| 2014 | O Último Ato                                   | Simon Axler                    | Também produtor           | [ 53 ] |
| 2015 | Não Olhe para Trás                             | Danny Collins                  |                           | [ 54 ] |
| 2016 | Má Conduta                                     | Abrams                         |                           | [ 55 ] |
| 2017 | Hangman                                        | Detetive Archer                |                           | [ 56 ] |
| 2017 | Piratas da Somália                             | Seymour Tolbin                 |                           | [ 57 ] |
| 2019 | Era uma Vez em... Hollywood                    | Marvin Schwarz                 |                           | [ 58 ] |
| 2019 | O Irlandês                                     | Jimmy Hoffa                    |                           | [ 59 ] |
| 2021 | Traidora Americana: O Julgamento de Axis Sally | James Laughlin                 |                           | [ 60 ] |
| 2021 | Casa Gucci                                     | Aldo Gucci                     |                           | [ 61 ] |
| 2023 | Knox Goes Away                                 |                                | Pós-produção              | [ 62 ] |

### Televisão
| Ano       | Titulo                | Papel              | Notas                                 | Ref.   |
| --------- | --------------------- | ------------------ | ------------------------------------- | ------ |
| 1968      | N.Y.P.D.              | John James         | Episódio: "Deadly Circle of Violence" | [ 63 ] |
| 2003      | Angels in America     | Roy Cohn           | Minissérie 6 episódios                | [ 64 ] |
| 2010      | Você Não Conhece Jack | Dr. Jack Kevorkian | Telefilme                             | [ 65 ] |
| 2013      | Phil Spector          | Phil Spector       | Telefilme                             | [ 66 ] |
| 2018      | Paterno               | Joe Paterno        | Telefilme                             | [ 67 ] |
| 2020–2023 | Hunters               | Meyer Offerman     | 18 episódios                          | [ 68 ] |

### Documentários
| Ano  | Titulo                       | Papel                   | Notas                               | Ref.   |
| ---- | ---------------------------- | ----------------------- | ----------------------------------- | ------ |
| 1991 | Na Cama com Madonna          | Ele mesmo               |                                     | [ 69 ] |
| 1996 | Ricardo III - Um Ensaio      | Ele mesmo / Richard III | Também diretor, escritor e produtor | [ 70 ] |
| 1997 | Pitch                        | Ele mesmo               |                                     | [ 71 ] |
| 2001 | America: A Tribute to Heroes | Ele mesmo               |                                     | [ 72 ] |
| 2009 | I Knew It Was You            | Ele mesmo               |                                     | [ 73 ] |
| 2011 | Wilde Salome                 | Ele mesmo / Rei Herodes | Também diretor e escritor           | [ 74 ] |
| 2012 | Casting By                   | Ele mesmo               |                                     | [ 75 ] |

### Teatro
- "†" = Vencedor

| Ano  | Título                             | Papel                        | Notas                                                                                                   |
| ---- | ---------------------------------- | ---------------------------- | --- |
| 1967 | Awake and Sing!                    |                              | |
| 1967 | America, Hurrah                    |                              | |
| 1968 | The Indian Wants the Bronx         | Murph                        | † Obie Award de Melhor Ator                                                                             |
| 1969 | Does a Tiger Wear a Necktie?       | Bickham                      | † Tony Award de Melhor Ator Coadjuvante em uma Peça                                                     |
| 1977 | The Basic Training of Pavlo Hummel | Pavlo Hummel                 | † Tony Award de Melhor Ator em uma Peça † Drama Desk Award de Melhor Ator em uma Peça                   |
| 1977 | Ricardo III                        | Ricardo, Duque de Gloucester | |
| 1983 | American Buffalo                   | Walter "Teach" Cole          | Indicado — Drama Desk Award de Melhor Ator em uma Peça                                                  |
| 1985 | The Local Stigmatic                | Graham                       | |
| 1988 | Júlio César                        | Marco Antônio                | |
| 1992 | Salome                             | Herodes Antipas              | |
| 1996 | Hughie                             | Erie Smith                   | |
| 2002 | The Resistible Rise of Arturo Ui   | Arturo Ui                    | |
| 2005 | Orphans                            | Harold                       | |
| 2010 | O Mercador de Veneza               | Shylock                      | Indicado — Tony Award de Melhor Ator em uma Peça Indicado — Drama Desk Award de Melhor Ator em uma Peça |
| 2012 | Glengarry Glen Ross                | Sheldon "Shelley" Levene     | |
| 2015 | China Doll                         | Mickey Ross                  | |

### Videogame
| Ano  | Título                       | Papel        | Notas             |
| ---- | ---------------------------- | ------------ | ----------------- |
| 2006 | Scarface: The World Is Yours | Tony Montana | Somente Aparência |